# Street Beetle
Street Beetle war ein britischer Hersteller von Automobilen.

## Unternehmensgeschichte
Chris Boyle, der auch 34 Corner betrieb, gründete 1990 das Unternehmen in Christchurch in der Grafschaft Dorset. Er begann mit der Produktion von Automobilen und Kits. Der Markenname lautete Street Beetle. 1991 endete die Produktion. Insgesamt entstanden etwa fünf Exemplare.
Die Chesil Motor Company aus Burton Bradstock unter Leitung von Peter Bailey setzte die Produktion unter eigenem Markennamen fort.

## Fahrzeuge
Das einzige Modell war die Nachbildung eines Porsche 356. Das Fahrgestell vom VW Käfer bildete die Basis. Darauf wurde eine offene Karosserie montiert. Der Vierzylinder-Boxermotor vom VW Käfer war im Heck montiert und trieb die Hinterachse an.